# ウォルト・ディズニー・ワールド・カンパニー
ウォルト・ディズニー・ワールド・カンパニー（英: Walt Disney World Company）は1967年12月7日に設立され、現在はディズニー・エクスペリエンス（ウォルト・ディズニー・カンパニー）傘下の会社。ウォルト・ディズニー・ワールド・リゾートを運営している。

## 概要

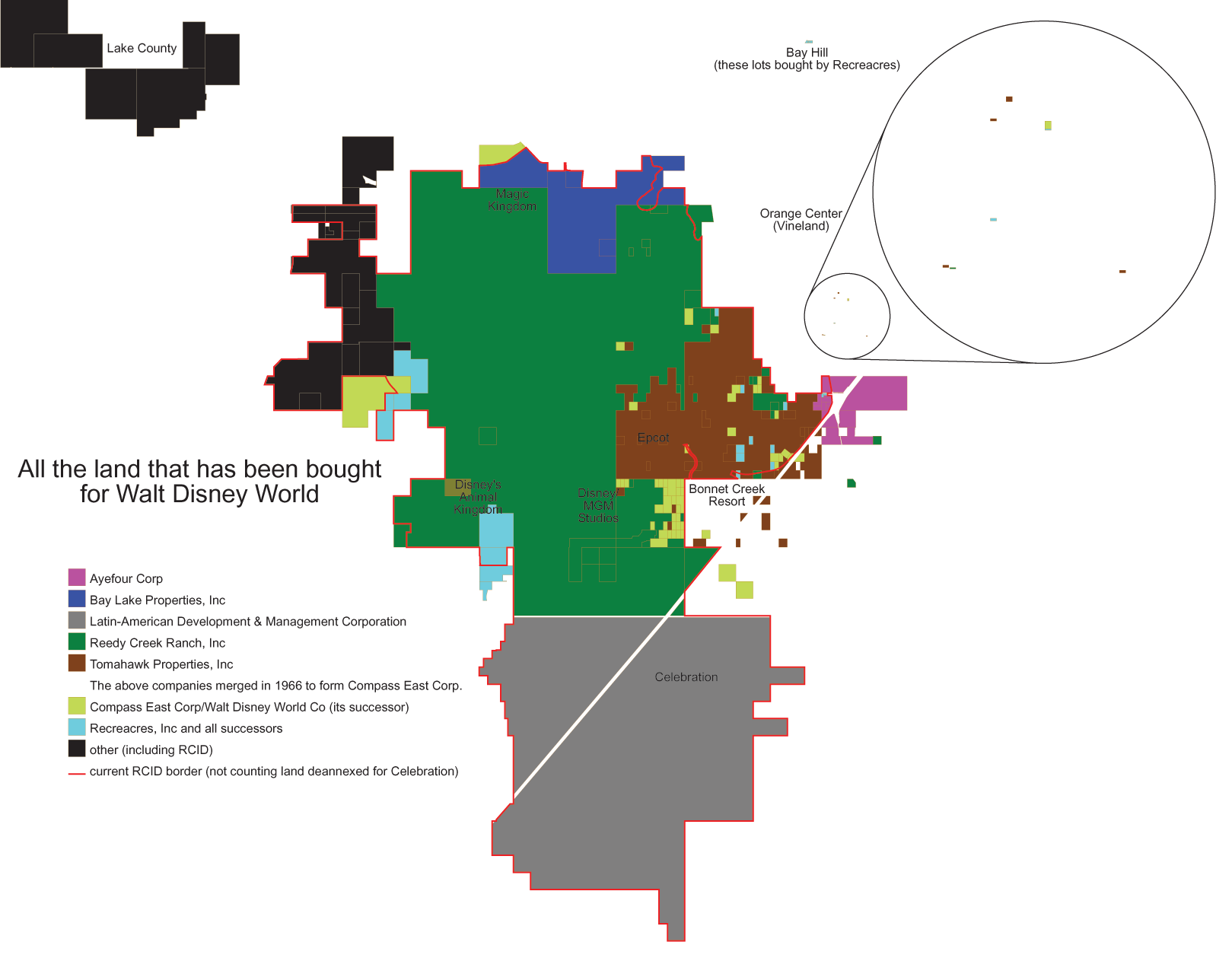

ウォルト・ディズニー・ワールド・リゾートの土地内をウォルト・ディズニー・ワールド・カンパニー、ウォルト・ディズニー・トラベル・カンパニー、ウォルト・ディズニー・ワールド・ホスピタリティ・アンド・レクリエーション・コーポレーションの3社で運営、所有会社であり、カリフォルニア州にあるウォルト・ディズニー・カンパニーの完全所有子会社である。
元々、ウォルト・ディズニー・ワールド・リゾートで必要な土地を購入するため、多くの企業がディズニーによって設立された。
ウォルト・ディズニーの死後、兄のロイ・O・ディズニーは他の会社との合併圧力を回避するために、会社の株式を一定の価値から国債に転換することにした。そのためこのシステムにより、ロイ・O・ディズニーはウォルト・ディズニー・ワールド・リゾート内の複合施設の購入と建設に必要な資金を調達することが出来た。

## 運営

### ディズニーパーク
- マジック・キングダム
- エプコット
- ディズニー・ハリウッド・スタジオ
- ディズニー・アニマル・キングダム

### ディズニーウォーターパーク
- ディズニー・タイフーン・ラグーン
- ディズニー・ブリザード・ビーチ

閉鎖となった施設
- ディズニー・リバー・カントリー - 採算性の問題のため、2001年に閉鎖。

### スポーツ施設
- ESPNワイド・ワールド・オブ・スポーツ・コンプレックス
- ゴルフコース

### 生涯学習施設
- ディズニー・インスティチュート

### 商業施設
- ディズニー・ボードウォーク
- ディズニー・スプリングス
  - シルク・ドゥ・ソレイユ・シアター（ラ・ヌーバ）

### 交通機関
- ウォルト・ディズニー・ワールド・モノレール・システム - モノレール。

## 姉妹会社
- ウォルト・ディズニー・ワールド・ホスピタリティ・アンド・レクリエーション・コーポレーション
- ウォルト・ディズニー・トラベル・カンパニー